# Minifutball-Európa-bajnokság
A minifutball-Európa-bajnokságot 2010-től rendezik meg. Ez a legrangosabb eseménye a sportágnak, melyet az Európai Minifutball Szövetség (European Minifootball Federation) rendez meg évente. Szabályai az 5 + 1 kispályás labdarúgás szabályaival egyezik meg. 2017-ig összesen nyolc tornát rendeztek meg, a román válogatott diadalmaskodott a legtöbbször, szám szerint hat alkalommal. Az Európa-bajnokságon a kézilabda-pályánál valamivel nagyobb, 26x46 méteres pályán, 4x2 méteres kapura támadva mérkőznek meg egymással a csapatok, műfüvön, szabad téren. Az európai szövetség szabályai kimondják, hogy a kispályás futball hivatalos rendezvényein csak a 16. életévét már betöltött, amatőr státuszú játékosok szerepelhetnek, profi labdarúgók részvétele tilos.

## Statisztika
| Év             | Házigazda    | Döntő             | Döntő              | Döntő        | Bronzmérkőzés       | Bronzmérkőzés      | Bronzmérkőzés      |
| Év             | Házigazda    | Győztes helyezett | Végeredmény        | Második      | Harmadik helyezett  | Végeredmény        | Negyedik helyezett |
| -------------- | ------------ | ----------------- | ------------------ | ------------ | ------------------- | ------------------ | ------------------ |
| 2010 Részletek | Szlovákia    | Románia           | 8 – 0              | Szlovákia    | Csehország          | 5 – 1              | Görögország        |
| 2011 Részletek | Románia      | Románia           | 3 – 3 (5 - 4) bün. | Csehország   | Moldova             | 1 – 0              | Görögország        |
| 2012 Részletek | Moldova      | Románia           | 2 – 1              | Montenegró   | Csehország          | 3 – 3 (4 - 3) bün. | Szlovákia          |
| 2013 Részletek | Görögország  | Románia           | 2 – 0              | Horvátország | Németország         | 1 – 1 (2 - 1) bün. | Oroszország        |
| 2014 Részletek | Montenegró   | Románia           | 1 – 0              | Szlovénia    | Csehország          | 2 – 1              | Németország        |
| 2015 Részletek | Horvátország | Románia           | 5 – 1              | Horvátország | Bosznia-Hercegovina | 4 – 3              | Csehország         |
| 2016 Részletek | Magyarország | Kazahsztán        | 2 – 2 (6 - 5) bün. | Horvátország | Csehország          | 2 – 0              | Montenegró         |
| 2017 Részletek | Csehország   | Oroszország       | 1 – 1 (3 - 2) bün. | Csehország   | Magyarország        | 0 – 0 (3 - 2) bün. | Románia            |

## Éremtáblázat
| Nemzet              | Aranyérmek | Aranyérmek                         | Ezüstérmek | Ezüstérmek       | Bronzérmek | Bronzérmek             |
| ------------------- | ---------- | ---------------------------------- | ---------- | ---------------- | ---------- | ---------------------- |
| Románia             | 6          | 2010, 2011, 2012, 2013, 2014, 2015 | 0          | -                | 0          | -                      |
| Kazahsztán          | 1          | 2016                               | 0          | -                | 0          | -                      |
| Oroszország         | 1          | 2017                               | 0          | -                | 0          | -                      |
| Horvátország        | 0          | -                                  | 3          | 2013, 2015, 2016 | 0          | -                      |
| Csehország          | 0          | -                                  | 2          | 2011, 2017       | 4          | 2010, 2012, 2014, 2016 |
| Montenegró          | 0          | -                                  | 1          | 2012             | 0          | -                      |
| Szlovákia           | 0          | -                                  | 1          | 2010             | 0          | -                      |
| Szlovénia           | 0          | -                                  | 1          | 2014             | 0          | -                      |
| Bosznia-Hercegovina | 0          | -                                  | 0          | -                | 1          | 2015                   |
| Németország         | 0          | -                                  | 0          | -                | 1          | 2013                   |
| Magyarország        | 0          | -                                  | 0          | -                | 1          | 2017                   |
| Moldova             | 0          | -                                  | 0          | -                | 1          | 2011                   |

## Magyarország eredményei
- Az Országos Mini-Futball Szövetség 2015-ben alakult meg Magyarországon, így ebben az évben szerepelt először a kontinensviadalon.[3]
- 2016-ban Magyarország volt házigazdája az eseménynek.[4]
- 2017-ben Csehországban a magyar válogatott bronzérmet szerzett.[5]